# 发罗拉事件
发罗拉事件是一场发生在1961年的阿尔巴尼亚社会主义人民共和国-苏联军事对峙事件。事件期间，阿尔巴尼亚武装部队封锁了发罗拉海军基地，夺取苏方舰船及装备。最终，阿尔巴尼亚将苏联军事人员和平民驱离本国，阿爾巴尼亞和蘇聯關係進一步惡化。